# 1789年ジョージ・ワシントン大統領就任式
1789年ジョージ・ワシントン大統領就任式（1789ねんジョージ・ワシントンだいとうりょうしゅうにんしき）は、最初のアメリカ合衆国大統領であるジョージ・ワシントンの大統領就任式で、ニューヨーク州ニューヨークのフェデラル・ホールのバルコニーで1789年4月30日に行われた。この就任式はジョージ・ワシントンの大統領としての最初の4年間の任期の始まりとなった。ニューヨーク州衡平法裁判所(en)長官のロバート・リビングストンが大統領就任宣誓を挙行した。ワシントンの就任式では、政府の新しい組織のもと、 アメリカ合衆国連邦政府執行府は公式にアメリカ合衆国憲法を施行した。ジョン・アダムズのアメリカ合衆国副大統領としての最初の任期は1789年4月21日、自身がアメリカ合衆国上院の議長としての業務をつとめていたときに始まった。

## 最初の大統領任期の始まり
ワシントンの最初の大統領任期は連合会議によって新しいアメリカ合衆国憲法のもとでアメリカ合衆国連邦政府の業務が始まると決められた日付である1789年3月4日に始まった。しかし、物流の遅延のせいでアメリカ合衆国連邦行政部の業務は事実上その日に始められなかった。その日、アメリカ合衆国の下院と上院は初めて召集されたが、どちらも議員数が定足数に達していなかったため開会は延期された。その結果、アメリカ選挙人団の投票数を数えることも承認することもできなかった。4月1日、下院は初めて定足数に達し、議会は初めて召集された。下院議員はフレデリック・ミューレンバーグがその議長に選出され、その仕事を始めた。上院は4月6日に初めて定足数を満たし、ジョン・ラングドンはその仮議長に就任した。同日、上院と下院は合同会議を行い、1789年アメリカ合衆国大統領選挙の開票が行われた。ワシントンとアダムズはそれぞれ大統領と副大統領に選出され、承認された。
ワシントンが、選挙人団によって自らが全員一致でアメリカの最初の大統領に選出されたことを知らせる公式の通知を受理したのは、1789年4月14日17時、マウントバーノンにいた時のことだった。手紙はニューハンプシャー州の上院議員で、最初のアメリカ合衆国上院仮議長であり、大統領選挙の開票を統括したジョン・ラングトンによって送られた。ワシントンは直ちに回答し、2日後の朝に出発し、上院に任命された使者で、ワシントンのもとへ大統領選挙についての内容を含む手紙を配送した、デイビット・ハンフリーズ(en:David Humphreys (soldier))とトムソンが同行した。
ワシントンはニューヨークへの行程でアレクサンドリア、ジョージタウン、到着した当日にはワシントンD.C.とボルチモアを通り、4月20日の正午過ぎにフィラデルフィアのグレーズ・フェリー(en)に到着して手厚い歓迎を受けた。ワシントンは翌朝早くトレントンに発ち、そこではさらなる歓迎が待っていた。4月23日、彼は13人の指導者とともに小さな遊覧客船に乗り、アッパー・ニューヨーク湾に流れ出る海峡のキル・バン・カル(en)を通り、そこからニューヨークに行った。ワシントンが旅をしている間、様々なボートが彼の周りを囲み、ワシントンがニューヨークへ近づいたことは大砲の発砲によって歓迎された。まず、スペインの軍艦「ガルベストン」によって13発の礼砲が放たれて歓迎され、「ノース・カロライナ」も礼砲を放ち、最後には他の大砲も発砲した。数千の人々がワシントンが到着するのを見るために水辺に集まった。ワシントンはウォール街の端にあるマリーズ・ウォーフで下車し、ニューヨーク州知事のジョージ・クリントンや他の連邦議会議員、市民からの歓迎を受けた。現在の銘板はワシントンの下車した位置を示している。ワシントンらは彼の新しい官邸ができるであろう通りであるチェリー・ストリート(en)を通った。

## 式典

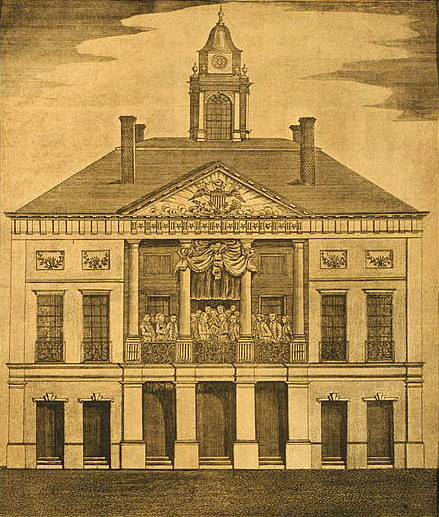
1789年4月30日のワシントンの大統領就任式の会場となったニューヨークのフェデアルホール

ワシントンの就任式の日である1789年4月30日が近づいてから、群衆はワシントンの自宅の周りに集まったり、正午になるとクイーン・ストリートとグレート・ダック（どちらも現在はパール・ストリートである）、ブロード・ストリートを通ってフェデアルホールに向かったりし始めた。ワシントンはアメリカ製の焦げ茶色のスーツと白い絹製のストッキング、銀色のバックルシューズ、鋼鉄製の柄の剣、暗い赤色のオーバーコートを身につけた。
ワシントンは当時アメリカ合衆国の首都であり第1回アメリカ合衆国議会が開かれた場所であるフェデラルホールに到着し、副大統領のジョン・アダムズが就任式を始める時間だと告知してから、ワシントンは下院と上院に正式に紹介された。ワシントンは2階のバルコニーに移動した。ニューヨーク州衡平法裁判所長官のロバート・リビングストンが通りに集まった群衆を望める場所で就任の誓いを行った。就任式では、フリーメイソンのグランドロッジであるセント・ジョンズ・ロッジが所蔵する聖書が使用され、式を迅速に進めるためこれをランダムに開いて、創世記の第49章第13節(「ゼブルンは海べに住み、舟の泊まる港となって、その境はシドンに及ぶだろう」とあるところ)が使われた。その言葉の後、リビングストンが「アメリカ合衆国大統領ジョージ・ワシントン万歳！」と人混みに向かって叫ぶと、喝采と13発の発砲によって敬意が表された。続いてワシントンは就任式での1419語にわたる演説を上院で行った。このときにはアメリカ合衆国大統領就任舞踏会(en)は就任式の日には行われないことが決まり、舞踏会は1週間後の5月7日にニューヨークで、ワシントンへの名誉を与えるために行われた。
ワシントンが最初の大統領としての就任宣誓を行う3日前、議会は「宣誓後にはアメリカは大統領によって統治され、就任式で副大統領と連邦議会の議員に参列されたワシントンは礼拝をするためにセント・ポール教会に赴くことを決議した。」という決議案を可決していた。したがって、新しく連邦議会上院の牧師とニューヨークの最初の司教に任命されたサミュエル・プロボースト(en,1742-1815)は、ワシントンの就任式の後ただちに1789年4月30日のセント・ポール教会での礼拝をつかさどった。